# Riddim Driven: Candle Wax
Riddim Driven: Candle Wax – jedenasta składanka z serii Riddim Driven wydana lipcu 2001 na CD i LP. Album zawiera piosenki nagrane na riddimie "Candle Wax" stworzonym przez Colina "Bulby" Yorka i Lynforda "Fatta" Marshalla dla Fat Eyes Productions.

## Lista
1. "Blood Bath" - Bounty Killer
2. "Gimme Di Woman" - Sizzla
3. "Gi Dem a Page" - Buju Banton
4. "Pull Up" - Elephant Man
5. "Let It Be" - Sanchez, Bling Dawg
6. "Fren Enemy" - Major Mackerel
7. "Girl Friend" - Singing Melody, Frisco Kid
8. "Hice Dem" - Anthony B
9. "Duppy Bat" - Mad Cobra
10. "Tell Me Why" - Buccaneer
11. "Straighter Than Arrow" - Mr. Lex
12. "Independent Woman" - Lukie D, Flourgon, Daddy Lizard
13. "Tell Tiesha" - Toma Hawk
14. "Dedicated to the World" - Assassin, Sugar Slick
15. "Up Deh" - Leggo
16. "Vibes Build" - Kurrupt
17. "Couldn't Find Out" - Chicken